# Кшесиньская, Эльжбета
Эльжбета Мария Кшесиньская (до замужества — Дуньская, пол. Elżbieta Maria Krzesińska (Duńska); 11 ноября 1934, Млоцины — 29 декабря 2015, Варшава) — польская легкоатлетка, чемпионка Игр XVI Олимпиады и экс-рекордсменка мира в прыжках в длину.

## Биография
Провела детство в Млоцинах, ныне являющихся частью Варшавы, а после Второй мировой войны вместе с семьёй (родителями и двумя братьями) поселилась в Эльблонге. В местной школе она часто прогуливала уроки физкультуры и лишь в конце учебного года, чтобы получить отличную оценку в аттестате, на одном из занятий выпрыгнула далеко за нарисованную учителем линию. Таким случайным образом обнаружился спортивный талант Эльжбеты.
После окончания школы поступила в медицинскую академию в Гданьске, которую окончила в 1963 году, получив специальность врача-стоматолога. В гданьском клубе «Спуйня» начиналась спортивная карьера Эльжбеты Дуньской, в 1952 году впервые ставшей чемпионкой Польши по прыжкам в длину и вошедшей в состав сборной для участия на Олимпийских играх в Хельсинки.
В то время спортсменка носила исключительно длинные светлые волосы, заплетённые в косу, и эта особенность её внешности неожиданно стала причиной неудачного выступления на первой в её жизни Олимпиаде. В Хельсинки 17-летняя дебютантка сборной Польши совершила далёкий прыжок, но при приземлении сильно наклонила голову назад — так, что коса тоже коснулась песка. После продолжительных совещаний и измерений судьи определили результат, позволивший Эльжбете занять лишь 12-е место.
В 1955 году она вышла замуж за легкоатлета Анджея Кшесиньского. 20 августа 1956 года, за 3 месяца до старта Олимпийских игр, Эльжбета Кшесиньская на соревнованиях в Будапеште установила новый мировой рекорд в прыжках в длину — 6,35 м. Это достижение ей удалось повторить и на самих Играх в Мельбурне. 27 ноября Эльжбета Кшесиньская завоевала золотую медаль при значительном превосходстве над соперницами: лучшая попытка занявшей 2-е место американки Уилли Уайт составляла 6,09 м. Золото Кшесиньской оказалось единственной высшей наградой, завоёванной Польшей на Олимпиаде в Мельбурне. На родине её признали лучшим спортсменом 1956 года по итогам традиционного референдума, проводимого изданием Przegląd Sportowy.
На третьей в своей карьере Олимпиаде, в Риме-1960, Эльжбета Кшесиньская завоевала серебряную медаль в прыжках в длину, несмотря на то, что летом 1960 года на тренировке травмировала ногу и за две недели до Олимпиады перенесла операцию, а также на то, что выступать ей пришлось в заимствованной у коллег по команде мужской обуви, поскольку свою пару она забыла на беговой дорожке за день до соревнований. Результат Кшесиньской (6,27) оказался на 10 сантиметров хуже, чем у победительницы — советской спортсменки Веры Крепкиной, установившей новый олимпийский рекорд.
Эльжбета Кшесиньская также завоевала две медали на чемпионатах Европы: бронзу в 1954 году и серебро в 1962 году. Она является 10-кратной чемпионкой Польши в разных легкоатлетических дисциплинах: прыжках в длину (1952, 1953, 1954, 1957, 1959, 1962, 1963), беге на 80 м с барьерами (1957) и пятиборье (1953, 1962).
В 1968 году Кшесиньская окончила заочные курсы тренеров в Познани. После 1981 года работала тренером в США, в 2000 году вернулась на родину, в Варшаву.
Скончалась после продолжительной болезни 29 декабря 2015 года.

## Медали
| Год                     | Соревнование     | Город    | Место | Результат | Примечание         |
| ----------------------- | ---------------- | -------- | ----- | --------- | ------------------ |
| Прыжки в длину          |                  |          |       |           |                    |
| 1954                    | Чемпионат Европы | Берн     | 3-е   | 5,83      |                    |
| 1956                    | Олимпийские игры | Мельбурн | 1-е   | 6,35      | Олимпийский рекорд |
| 1959                    | Универсиада      | Турин    | 1-е   | 5,94      |                    |
| 1960                    | Олимпийские игры | Рим      | 2-е   | 6,27      |                    |
| 1962                    | Чемпионат Европы | Белград  | 2-е   | 6,22      |                    |
| Бег на 80 м с барьерами |                  |          |       |           |                    |
| 1959                    | Универсиада      | Турин    | 3-е   | 11,5      |                    |

## Рекорды
| Прыжки в длину |                 |          |                |
| 6,35           | 20 августа 1956 | Будапешт | Мировой рекорд |
| 6,35           | 27 ноября 1956  | Мельбурн | =              |

## Награды и звания
- Заслуженный мастер спорта Польши (1962)
- Офицерский крест Ордена Возрождения Польши (1960[5])
- Командорский крест ордена Возрождения Польши (14 декабря 1999 года)[6]